# Дорадито цитриновий
Доради́то цитриновий (Pseudocolopteryx citreola) — вид горобцеподібних птахів родини тиранових (Tyrannidae). Мешкає в Південній Америці. Раніше вважався конспецифічним з очеретяним дорадито.

## Поширення і екологія
Цитринові дорадито гніздяться в центральній Аргентині і Чилі. Взимку мігрують до Болівії. Живуть на болотах, зустрічаються на висоті до 500 м над рівнем моря.